# 台灣兒童青少年精神醫學會
台灣兒童青少年精神醫學會是中華民國的一個公益性社團法人組織。1998年11月7日成立，旨在提升兒童青少年精神疾病的醫療品質。

## 工作內容
- 提供專科醫師執照取得之測驗。
- 提供相關衛教資訊。
- 定期舉辦學術研討會。[3]

## 外部連結
- 台灣兒童與青少年精神醫學會 （页面存档备份，存于）